# Jan Gabriel Tęczyński
Jan Gabriel Tęczyński herbu Topór (ur. 1484, zm. 21 maja 1552) – polski szlachcic, podkomorzy (1515) i wojewoda sandomierski (1542), kasztelan (1518) i starosta lubelski, lelowski, bełski, trembowelski, marszałek nadworny koronny (1529), kasztelan wojnicki (1535), hrabia Świętego Cesarstwa Rzymskiego (1527), poseł do sułtana Sulejmana Wspaniałego w 1524 roku dla negocjowania rozejmu.

## Życiorys
Był synem Gabriela Tęczyńskiego i Anny z Konińskich. Posiadał liczne rodzeństwo. Braci Stanisława Tęczyńskiego i Andrzeja Tęczyńskiego oraz cztery siostry.
Od około 1512 był żonaty z Dobrochną Sapieżanką (zm. po 1512) – córką Jana Sapiehy. Po jej śmierci ożenił się przed 1539 z Anną Kamieniecką córka Jana Kamienieckiego i Anny Buczackiej. Od około 1540 jego żoną była Anna Sienieńska. Z pierwszą żoną miał syna Stanisława Gabriela Tęczyńskiego i córkę Beatę Tęczyńską (ur. ok. 1520), której mężem był Jan Zabrzeziński – syn Jana.
W młodości studiował na Akademii w Krakowie. Jan Gabriel wychowywał się na dworze w Królewcu; uważany był za najbliższego zaufanego człowieka królowej Bony; W 1510 wraz z braćmi Stanisławem i Andrzejem odkupił od Zofii Słaboszowej połowę dóbr kraśnickich, a w kilka lat później drugą połowę miasta Kraśnika od braci Wodów. Od 1527 roku wraz z innymi Tęczyńskimi od cesarza Karola V otrzymał tytuł Hrabiego SIR (hrabia Cesarstwa – Sacri Imperii Romani). Jan Gabriel przez króla Polski Zygmunta I został wydelegowany w poselstwie do królów węgierskich, czeskich, Solimana, Ferdynanda.
Był chorążym lubelskim (1516–1518), kasztelanem lubelskim (1518–1535), marszałkiem nadwornym (1529–1552), kasztelanem wojnickim (1535–1542), wojewodą sandomierskim (1542–1552), starostą lubelskim (1530–1552), starostą lelowskim (1533–1552). Zostając dziedzicem całego Kraśnika, ustanowił tutaj siedzibę swojej linii. W 1541 przyłączył do Kraśnika przyległą wieś Wolę Piasecką (Piaski).
W 1531 z fundacji Jana Gabriela Tęczyńskiego, poza murami miejskimi Kraśnika rozpoczęto budowę, drewnianego kościoła szpitalnego pw. Św. Ducha i szpitala dla ubogich. W 1541 Jan Gabriel Tęczyński nadał Kraśnikowi przywilej odbywania targów w dni piątkowe i jarmarków czwartego dnia przed Janem Chrzcicielem. Około 1541 rozpoczął przebudowę tamtejszego kościoła na rodzinną nekropolię. Prace te do około 1561 roku kontynuował jego syn Stanisław Gabriel.
W latach 1550–1553 z fundacji Jana Gabriela wykonano w kościele parafialnym w Kraśniku nagrobek renesansowy jego brata Stanisława Gabriela Tęczyńskiego zmarłego w 1550. Odlana z brązu reliefowa płyta nagrobna z leżącą postacią rycerza w zbroi w antycznej pozie spoczynku pochodzi z krakowskiego warsztatu Bernardina Zanobi de Gianotis. Charakterystyczna architektoniczna oprawa płyty wykonana została zapewne w krakowskim warsztacie Giovanniego Cini z Sieny ściśle współpracującego z Bernardinem.
Jan Gabriel Tęczyński zmarł 21 maja 1552. W latach 1553–1561 wykonano w kościele parafialnym w Kraśniku, dzięki mistrzom warsztatów krakowskich, renesansowy nagrobek Jana Gabriela Tęczyńskiego. Była to fundacja jego syna – Stanisława Gabriela Tęczyńskiego – wojewody sandomierskiego i krakowskiego.